# Vöröshasú pirája
A vöröshasú pirája (Pygocentrus nattereri) a sugarasúszójú halak (Actinopterygii) osztályának pontylazacalakúak (Characiformes) rendjébe, ezen belül a pontylazacfélék (Characidae) családjába tartozó faj. Egyéb nevei: ragadozó pirája, Roosevelt-lazac, vörös pirája; régiesen: vöröshasú piranha.

## Előfordulása
A vöröshasú pirája élőhelye a dél-amerikai földrészre korlátozódik, ott azonban szélesen elterjedt Kolumbia, Venezuela, Guyana, Paraguay, Brazília, Ecuador, Bolívia, Uruguay Peru és Közép-Argentína folyóiban. Brazíliában gyakori a Pantanal folyóiban, és a hozzájuk ideiglenesen kapcsolódó tavakban és lagúnákban. Gyakori a Rio Negro és a Rio Machado folyókban is. Több nagyobb folyó vízgyűjtő területén él. Nem veszélyeztetett. Az általa igényelt vízhőmérséklet 15-35 °C, a víz PH-ja 6-7 között kell, hogy legyen. Az Amazonas medencéjében az esős évszakban az elárasztott erdőt is elfoglalja. A pirájafajok között az ő elterjedési területe a legnagyobb, de máshova telepítve rendszerint más fajokat szorít ki részben agresszivitása miatt, amit gyakran hangadással kísér.
A halfaj trópusi éghajlaton él meg, ám híradások szerint találtak piráját a kontinentális éghajlatú vizekben is, amelyek nyilván tudatosan elengedett, megunt díszállatok lehettek. Szabadon eresztett példányai megtelepedtek Florida, Hawaii, Massachusetts, Michigan, Minnesota, Ohio, Oklahoma, Pennsylvania, Texas és Virginia folyóiban. Magyarországon is nem egy esetben találtak az édesvízi folyókban és tavakban piráját, de tömegesen nem szaporodott el sehol, mivel az időjárás hidegre fordulásával az a pár példány is hamar elpusztult.

## Megjelenése
Az állat hossza átlagosan 20 centiméter, legfeljebb 50 centiméter és a 3,9 kilogrammos tömeget is elérheti. Körülbelül 15 centiméteresen számít felnőttnek. A hímek általában kisebbek. Testformája a nemre jellemzően magas hátú és oldalról lapított. Az eddigi legnagyobb példányt a Río Cuiababól fogták ki a brazíliai Mato Grosso do Sul államban. Egy 3,8 kilogrammos egyedet a Rio Xinguból fogtak.
Minél idősebb, annál magasabb lesz a háta. A hal háti része zöldesszürke, szürkésbarna vagy kékes, a hasi része vörös vagy narancssárga. Teljes testét apró fénylő pöttyök borítják. Hátúszója szürke, farokúszója sötét, akár fekete is, de közepén világos. A fiatal halak hasúszója vörös, amit a kifejlett egyedeken fekete szegély keretez. Ívási időben megsötétednek, és a fénylő pontok erősebben fénylenek. Állkapcsát erős izmok mozgatják. Az alsó állkapocs előre áll a felsőhöz képest, és az ajkak visszahúzódtak a fogakról. Az alsó állkapocs fogai 1–2 centiméter hosszúak lehetnek. A felső állkapocs fogai hasonló formájúak, mint az alsó állkapocsé, csak kisebbek, úgy, hogy az alsók közé illeszkedjenek. Tűhegyesen végződő, háromszögletű és lapos fogukat zsákmányuk szívós bőrébe mélyesztik. A fogak borotvapenge élességű oldalaival képesek szétvágni húst és csontot.

## Életmódja
Trópusi és szubtrópusi, édesvízi halfaj, amely a 23-27 °C hőmérsékletű vizeket kedveli. A víz pH értéke 5,5-7,5 között kell, hogy legyen. A vöröshasú pirája folyvást úszik, gyakran óriási rajokban. Tápláléka elsősorban rovarok, férgek, puhatestűek és halak, de megtámad a folyóban úszó vagy vízben tartózkodó emlősöket és madarakat is. Akár vízidisznót is eszik. Az esős évszakban leginkább növényeken és rovarokon él. A pirája agresszivitásáról szóló történetek erősen eltúlzottak, a hal valóban akkor válik veszélyessé, ha nem jut táplálékhoz. Amikor életterében táplálékszegénység alakul ki, esetleg lecsökken a vízszint és a víz oxigéntartama is, akkor valóban veszélyessé válhat.
Magurran és Queiroz szerint rendszeresen fogyaszt növényi táplálékot is. Ekkor dögöt eszik, vagy a legyengült állatokat támadja meg.
Rendszerint lesből, a növényzetben megbújva támad. A kiszemelt zsákmányt hátulról vagy alulról támadják meg. Egyenként támadnak. A hirtelen mozgások, a vízbe esett tárgyak vagy a halrajok csapatos támadást váltanak ki. Gyakran még a nyílt vízben is üldözik kiszemelt táplálékukat. A rovarokat, puhatestűeket, rákokat először szemükkel keresik a növényeken vagy az aljzaton, és utána csapnak le rájuk. Amikor dögöt talál, akkor nem válogat, megeszik bármilyen dögöt. A csapat inkább a ragadozókkal szembeni védekezést, mint a közös vadászatot szolgálja. A szaporodóhelyekre is rajban vonulnak, ezzel csökkentik annak a valószínűségét, hogy egy ragadozó egy adott halat szemel ki.
A nagyobb példányok hajnalkor és alkonyatkor tevékenyek, míg a 8 centiméteresnél kisebbek nappal. Kisebb rajaiban ranglétra is kialakul. A fiatalok a csapat szélén, a kifejlett egyedek a csapat belsejében keresik táplálékukat. A fiataloknak többet kell enniük, mint az idősebbeknek, így többet mozognak. Az ivarérett egyedek a fiatalok által hagyott maradékot eszik, de nagyobb biztonságot élveznek a csapat belsejében. Néha összekapnak a táplálékon, viszont sebeik gyorsan gyógyulnak. Ha valamelyikük elszakad a rajtól, akkor stresszel reagál, ami megnyilvánul a gyakoribb lélegzetvételben és szívverésben.
Ragadozóik a folyami delfinek, a kajmánok és az Arapaima halak. A száraz évszakban nagyobb víztömegekben eloszló kisebb rajok összeverődnek, és 50, 100 vagy akár több egyedből álló rajok is létrejönnek. A ragadozók is összeverődnek, a kevesebb vízben ugyanannyi többnek tűnik. A piráják emiatt sokkal agresszívabbá válnak.
A harapásokat, az üldözést és a küzdelmet hangjelzéssel kísérik, amely hangokat az úszóhólyagjukhoz kapcsolódó izmok képzik. Az úszóhólyag rezonátorként segíti a hangadást. A hangképzésről való legtöbb tapasztalatot a kézbe vett piráják nyújtották, akik doboltak, amikor kivették őket a vízből. A kutatók háromféle hangot figyeltek meg. Az egyik egy 140 ezredmásodperces 120 Hz-es harmonikus hang, amit a szemben álláskor hallatnak. A másik 36 ezredmásodperces, és 40 Hz magasságú, és akkor használják, amikor a táplálékért küzdenek. A harmadik 3 ezredmásodperces, és 1740 Hz-es, és fajtárs üldözésekor vagy megharapásakor adják ki. A mélyebb, morgó hangok a kevésbé komoly, a magas hangok a komolyabb támadásokat kísérik.
|  |  |  |

## Szaporodása
Elterjedési területének nagyságának dacára szaporodásukról a legtöbb megfigyelés az akváriumi példányoktól származik.
Az ívási időszak márciustól augusztusig tart a természetben és általában kora reggel zajlik. A párok kiválnak a csapatból és ívásra alkalmas területet keresnek maguknak, ez általában növényekkel dúsan benőtt hely a folyó árterében. Akár évente kétszer is ívhat a víz állásától, hőmérsékletétől és más tényezőitől függően. Udvarláskor körbeúsznak egymással ellentétes irányban. Valahányszor elhaladnak egymás mellett, hasukra fordulnak. Más megfigyelések szerint ezzel a mozdulatsorral a fészkelőhelyet védik. A hím uszonyainak csapásával és a szájából kifújt vízárammal ás egy 15 cm átmérőjű és 4–5 centiméter mély mélyedést a növények között a talajban, ez lesz az ikrázó hely, amelyet a hím megvéd és a nőstényt is csak kis ideig engedi oda. Több látszatpárzás után a valódira is sor kerül. Erősen remegve érintik össze hátsótestüket. A nőstény egyszerre 500, de akár 1000 darab 1,5 milliméter átmérőjű ragadós aranysárga színű ikrát is kibocsáthat, amelyeknek a kifejlődéséhez szükséges idő a vízhőmérséklettől függ. 28-29 Celsius-fokon 3-4 nap kell a kikeléshez. A hím az ikrákat uszonyával felfogja, és a gödörbe tereli. Később is mellettük marad, őrzi a fészket, elkergeti a behatolókat, de nem támad rájuk. Már a jelenléte is távol tartja a legtöbb ragadozót. A védelem nélkül maradt fészkeket hamarosan kifosztják. A kikelt halak a 4. napon már szabadon úszkálnak, táplálékuk először kis gerinctelenekből áll, később, körülbelül 3 hónap múlva már kisebb halakat is elfogyasztanak szüleikhez hasonlóan. A növények között keresnek menedéket, amíg elég nagyok nem lesznek ahhoz, hogy megvédjék magukat. Rio Mirandában természetes környezetben figyelték meg az ívást. A rajok a nedves évszakban elárasztott füves területekre úsztak ívni. A Mamirauá Nemzeti Parkban évente kétszer szaporodnak, a víz szintjétől függően. A nőstények akár 30 ezer petesejtet is kibocsátanak, amelyeknek csak a harmada termékenyül meg. Mindkét nem 16 centiméteresen válik ivaréretté; ekkor megsötétednek, és ideiglenesen elvesztik élénk színezetüket. Míg az ívó egyedek az árterületen tartózkodnak, addig a többiek a folyóba húzódnak vissza. Ez rendszerint egyéves kor körül következik be.

## Ökológiai szerepe
Dél-Amerika folyóiban elsősorban ragadozóként és dögevőként van fontos szerepe. Az Amazonas alsó folyásánál a nedves évszakban akár 15 méterrel is megemelkedhet a víz szintje, emiatt tömegesen fulladnak vízbe mind a házi, mind a vadállatok. A vöröshasú pirája ezeket a dögöket takarítja el, mielőtt még zavarossá tennék a vizet, és járványt okoznának. Emiatt nevezik őket az édesvizek hiénáinak vagy keselyűinek, és egészségügyi személyzetének. A halott, beteg, sérült állatok eltakarítására szakosodtak.

## Kapcsolata az emberrel

### Felhasználása
A vöröshasú pirájának helybéli, kis mértékű halászata van; fogják étkezési és szórakozási céllal. Húsa 8,2 százalék zsírt, 15 százalék fehérjét és 4,4 százalék ásványi anyagot tartalmaz. Magán és városi akváriumokban egyaránt kedvelt pontylazacféle.

### Betelepítése
Az Amerikai Egyesült Államok déli államaiban az 1960-as évek óta megfigyelték a Pygocentrus natteri és a Serrasalmus rhombeus pontylazac fajokat. Laboratóriumi vizsgálatok szerint a Pygocentrus natteri számára halálos a 10 Celsius-fok alatti vízhőmérséklet. Mivel Kaliforniens, Texas, Florida és Hawaii déli részein télen sem csökken a vizek hőmérséklete 14 Celsius-fok alá, ezért itt életképes populációja alakult ki. A vizsgálatok szerint minél melegebb a víz, annál aktívabb, és annál agresszívabb. 14 Celsius-fok alatt nem vadászik.
Pakisztánban azzal kísérleteznek, hogy étkezési célra az őshonos fajokkal tartsák együtt. Dél-Indiában viszont invazív fajnak tekintik, mivel veszélyezteti az ottani halfajok egyensúlyát.

### Akváriumi tartása
A fogságot a legjobban a vöröshasú pirája tűri, szeret csapatban tartózkodni, ezért érdemes 8-10 fiatal egyedet együtt tartani. Mivel a fiatalok még növekszenek, helyigényük is megnő, ezért érdemes legalább 700-800 literes medencét biztosítani számukra.
Az élő táplálék betegséget okozhat, és az aranyhal növekedésgátló hormont tartalmaz, ami az elfogyasztó pirájára is hat. A vöröshasú piráják néha megharapják egymás uszonyait, különösen fiatal korban, de a sebek gyorsan gyógyulnak. Hanyag étkezésük miatt figyelni kell a vízminőségre. Etethető élő, frissen leölt, vagy fagyasztott élelemmel, de rothadt húst nem szabad adni neki. Mivel vadon nem eszik minden nap, ezért fogságban sem kell minden nap etetni.

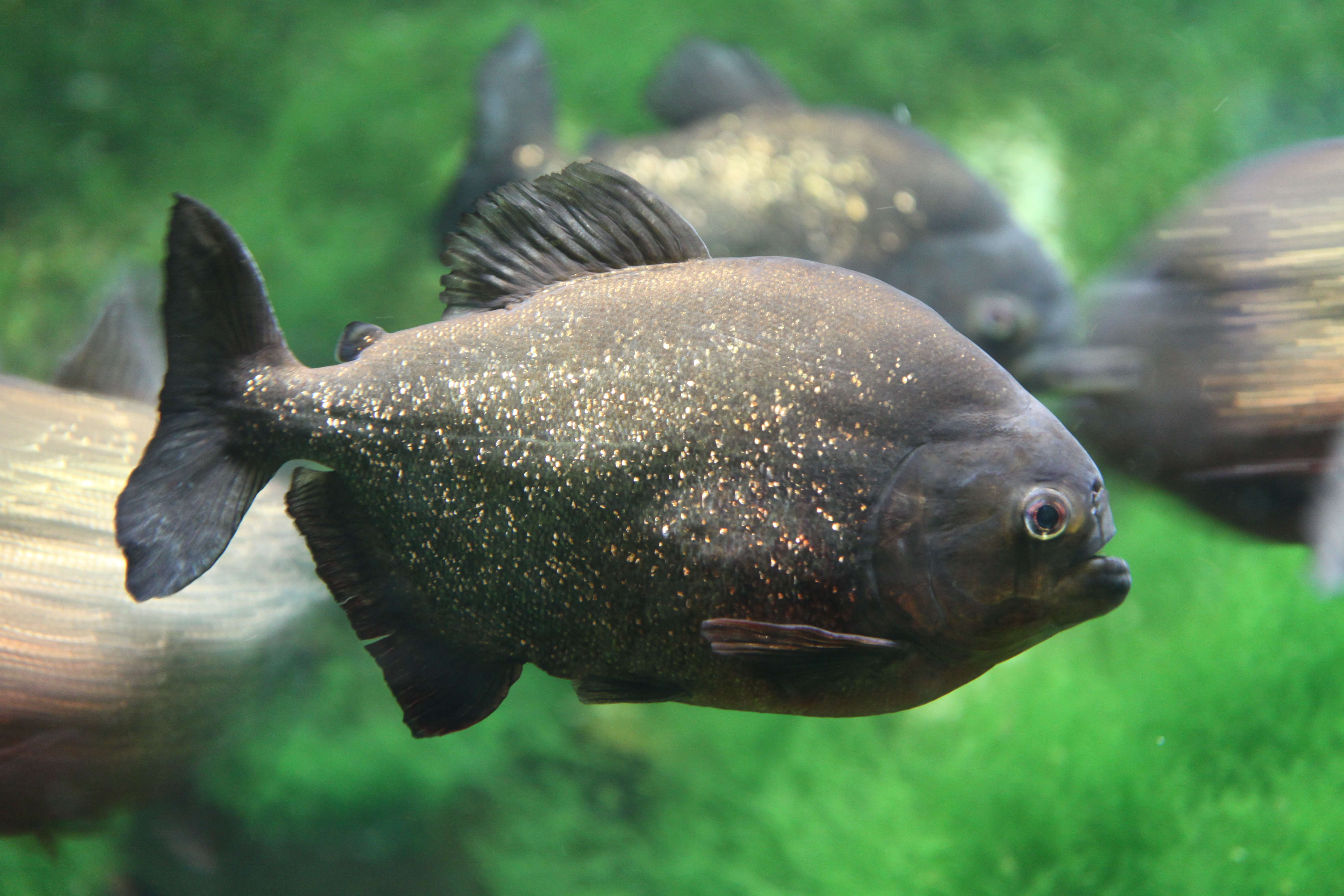
Vöröshasú piráják
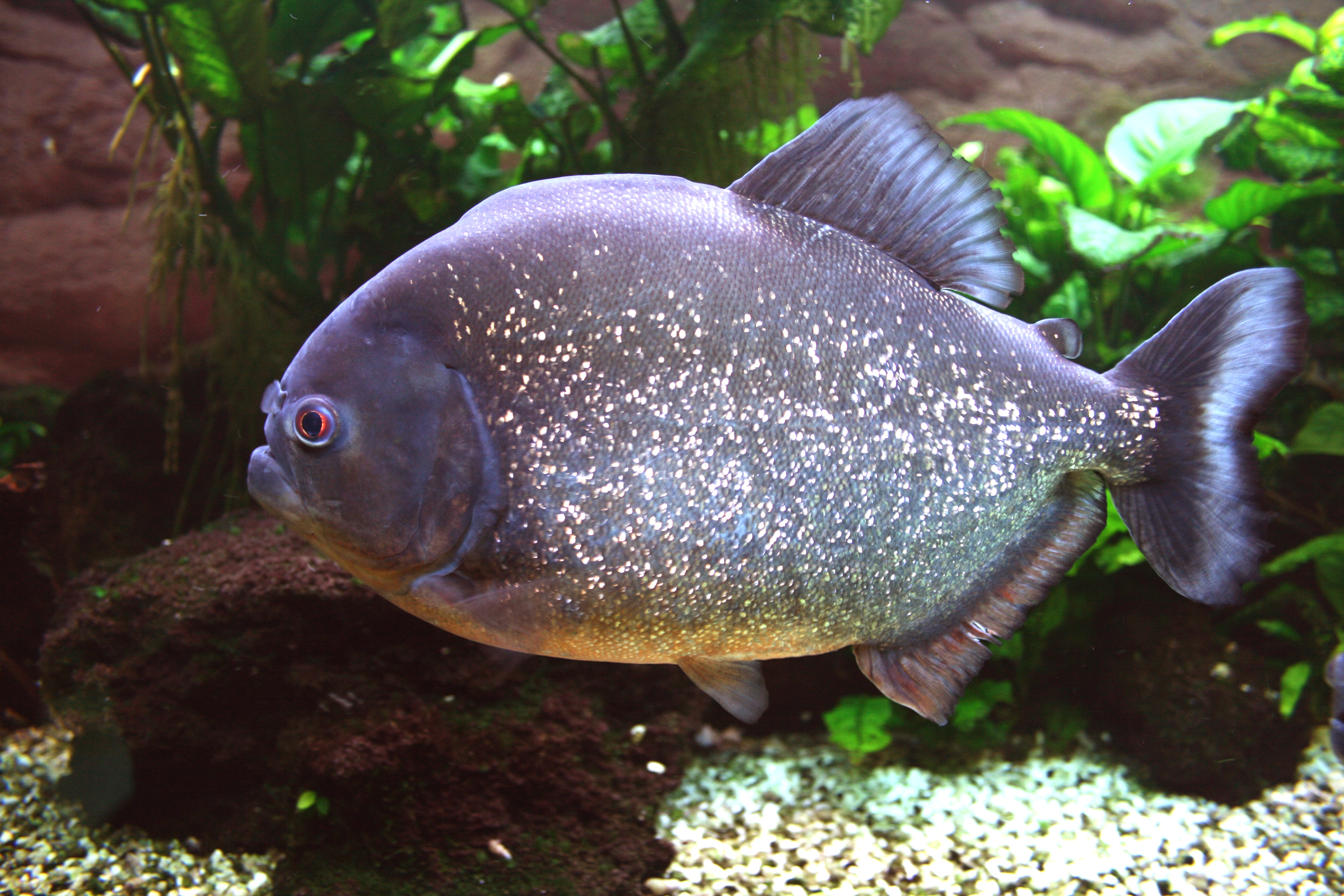
különböző
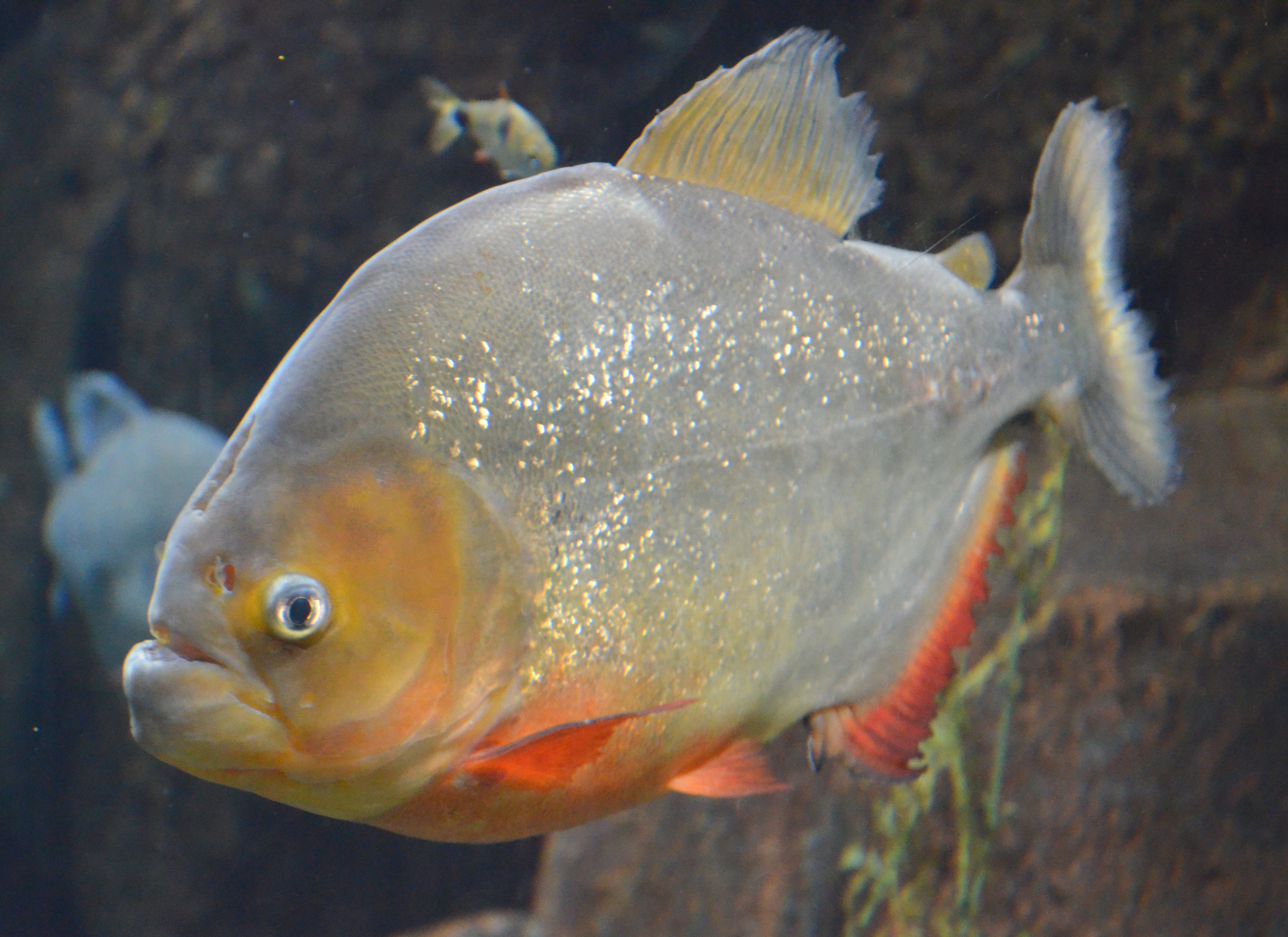
akváriumokban
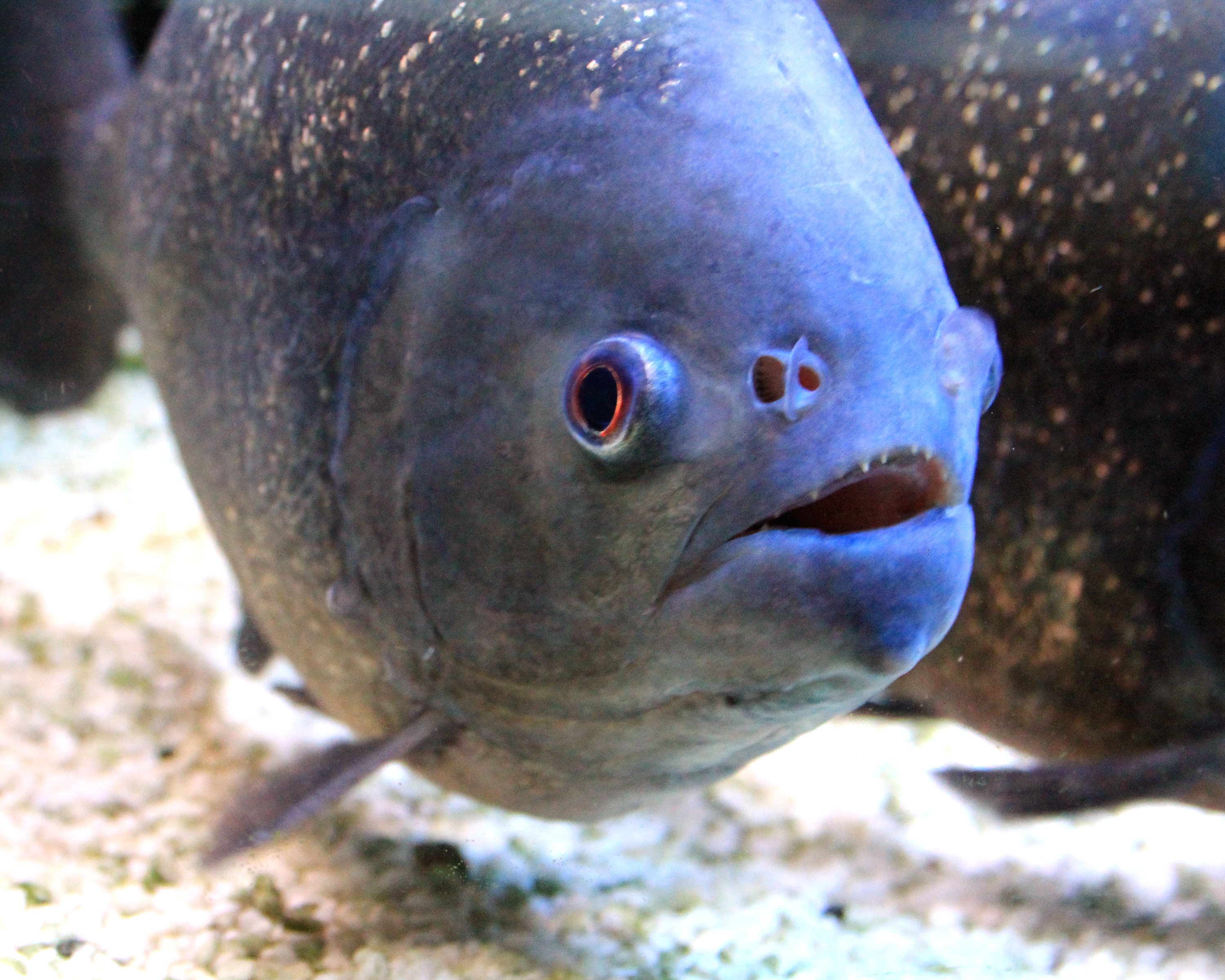
Egy pirája közelről
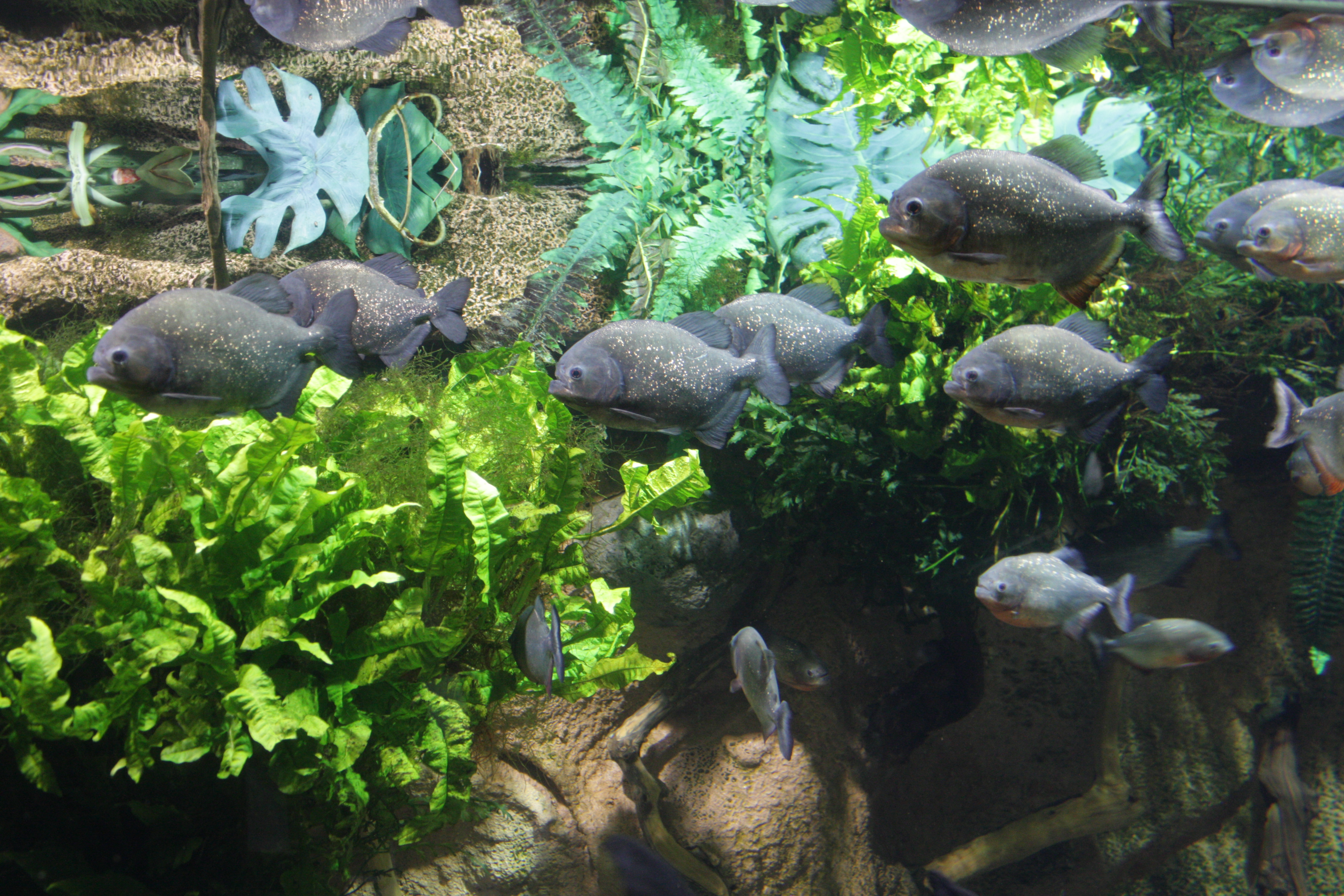
Rajokban úsznak

### A médiában
Sok mítosz és tévhit övezi ezt a fajt. Joe Dante 1978-as filmje, a Piranha vérengző vadállatként mutatta be. Ezt 1981-ben egy folytatás, a Piranha II: The Spawning, és egy 1995-ös és egy 2010-es remake követte. Az ilyen filmek, és a sebesült emberekre és állatokra hatalmas rajokban támadó piráják azt a tévhitet terjesztik, hogy ez a legveszélyesebb édesvízi hal. A 2010-es Piranha 3D-ben a Christopher Lloyd által megszemélyesített szereplő a szörnyet vöröshasú pirájaként azonosítja, de tévesen a legrégebbi pirájáknak nevezi a fajt, habár az kevéssé hasonlít a legkorábban kialakult pirájára.

### Balesetek
A vöröshasú pirája azok közé a fajok közé tartozik, amelyek csoportos viselkedésük és agresszivitásuk miatt veszélyesek lehetnek az emberre. 2011 decemberében olyan súlyosan megsebesítettek egy halászt, hogy az belehalt sérüléseibe. A baleset ideje az ívási időszakra esett Sazima az Universidade Estadual de Campinas egyetemről és Sérgio de Andrade Guimarães a poconéi kórháztól három esetet tanulmányozott 1985-ből és 1986-ból, amikor emberi holttesteket ettek meg a piráják. Mindegyik eset a São Lourenço medencéjében történt, Poconé közelében, a brazil Mato Grosso tartományban. Az a tévhit, hogy emberre vadásznak, abból adódik, hogy sok pirája az emberi holttesteket is megeszi, ahogy más halott emlősöket is. Sazima és Guimarães a harapásnyomok alapján arra jutott, hogy legalább két pirájafaj evett a testekből, amelyek akkor már nem éltek. A vöröshasú pirája mellett a Serrasalmus spilopleura volt a másik faj, amelyek gyakoriak és elterjedtek a Pantanalban. Ismert, hogy mindkét faj mindenevő, és megeszik a vízben talált halott madarakat, emlősöket és halakat, még akkor is, ha oszlásnak indultak. A vöröshasú pirája állkapcsa és fogai erősebbek, így könnyedén átharapják a vastag bőrt és izomrétegeket. Emellett ez a faj alkot nagyobb rajokat, és ő érkezik először a döghöz. Utána következik kisebb harapásával az S. spilopleura, aki a maradék dögöt is feldolgozza.

### Fajmegőrzés
Jelenleg az IUCN nem veszélyeztetettként tartja számon. Gyűjtése és kereskedelme kis kockázatot jelent a faj számára. Jelenleg nincsenek intézkedések a faj védelmére.

## Fordítás
- Ez a szócikk részben vagy egészben  a   Natterers Sägesalmler című német Wikipédia-szócikk fordításán alapul.  Az eredeti cikk szerkesztőit annak laptörténete sorolja fel. Ez a jelzés csupán a megfogalmazás eredetét és a szerzői jogokat jelzi, nem szolgál a cikkben szereplő információk forrásmegjelöléseként.
- Ez a szócikk részben vagy egészben  a   Red-bellied piranha című angol Wikipédia-szócikk fordításán alapul.  Az eredeti cikk szerkesztőit annak laptörténete sorolja fel. Ez a jelzés csupán a megfogalmazás eredetét és a szerzői jogokat jelzi, nem szolgál a cikkben szereplő információk forrásmegjelöléseként.